# Голядська мова
Голядська мова — мова балтського племені голядь, що в історичний час займало басейн річки Протва. Вважається реліктовим залишком колись великого дніпровсько-окського мовного ареалу. Протягом XII століття мова була остаточно витіснена східнослов'янськими говірками.
Голядська мова відома за топонімами та деякими слідами в російських говірках. Спорідненість з галиндським наріччям прусської мови не доведено. Ні про фонетику, ні про морфологію голядської мови сказати практично нічого не можна.
М. Ґімбутас наводить поширену точку зору про те, що назва галіндів і голяді ймовірно пов'язана з позначенням околиці, краю, кінця, прикордоння (літ. galas «кінець», латиш. gals тощо).

## Голядь у топоніміці
На думку географа Е. М. Поспелова, назва села Голяді Дмитрівського району Московської області пояснюється тим, що окремі групи голяді могли жити у північніших районах, ніж басейн річки Протви. У ситуації проживання народності в іншомовному оточенні найчастіше відбувається утворення географічних назв на основі етноніму. У цих умовах етнічні назви дозволяли виділити об'єкт серед оточуючих його. Безпосередній зв'язок назви села з етнічною приналежністю її засновників може підтверджуватись топонімічним оточенням: поряд протікають річки Лама, Яуза, Нудоль, назви яких мають безперечно балтійське походження.